# Sex Mob
Sex Mob es un grupo de jazz moderno, emparentado con el avant garde.

## Historia
Banda de jazz de New York, originalmente formada en Knitting Factory donde Steven Bernstein ejercitaba su trompeta de varas.  El conjunto de temas que interpreta Sex Mob contiene una alta proporción de versiones, usualmente canciones pop familiares, dando un toque humorístico, pero con un gran tratamiento  avant garde.  El punto de vista de Steven Bernstein le da al sonido un retorno a las bases fundamentales del jazz, tomando un estándar del jazz, desmontándolo y volviéndolo a montar libremente.

## Miembros
- Steven Bernstein - trompeta de varas
- Tony Scherr - bajo/contrabajo
- Briggan Krauss - saxofón
- Kenny Wollesen - batería

## Discografía
- Din of Inequity - 1998 - Knitting Factory Records, invitados: John Medeski (teclados), Adam Levy y London McDaniels (guitarras).
- Solid Sender - 2000 - Knitting Factory Records, invitado DJ Logic (tables).
- Theatre & Dance - 2000 - Sex Mob arreglos de Duke Ellington melodías para un espectáculo de danzas, y encargadas por Steven Bernstein para un renacimiento de Mae West tocando Sex.
- Sex Mob does Bond - 2001 - Ropeadope Records invitados incluidos John Medeski (teclados).
- Dime Grind Palace - 2003 - Ropeadope Records. invitados incluidos Roswell Rudd (trombón), John Kruth. (mandolina), Peter Apfelbaum (melódica, saxo tenor, órgana), Mark Stewart (guitarra), Marcus Rojas (trompeta, tuba), & Scott Robinson (clarinete alto, saxofón).
- Sexotica - 2006 - Thirsty Ear.
- Sexmob meets Medeski live in Willisau 2006 - 2009 - Thirsty Ear.